# John Parker (Maler)

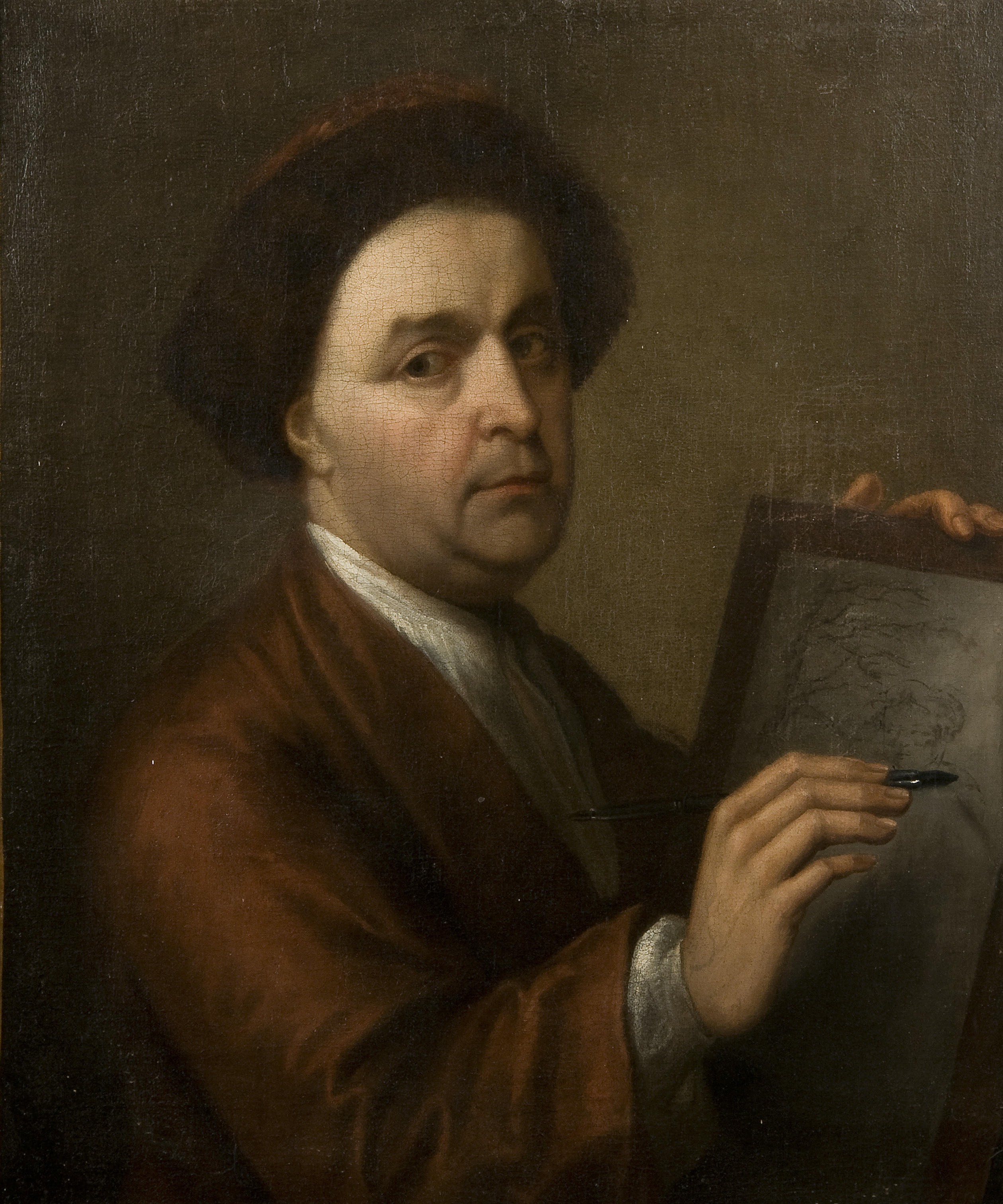
John Parker, 1763
Selbstporträt

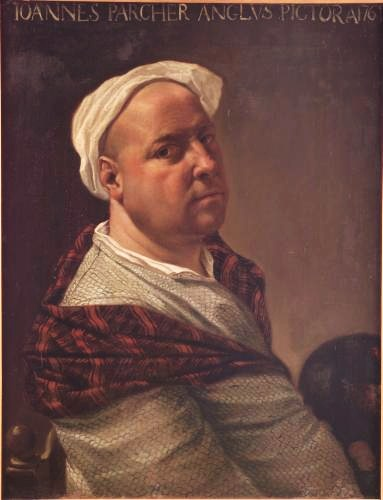
John Parker, 1761
Maler: Marco Benefial

John Parker, auch Ioannes Parcher (* 1710 in London; † 1765 in Paddington (London)) war ein britischer Historien- und Porträtmaler.

## Leben
Parker ging 1745 für einen mehrjährigen Studienaufenthalt in Italien nach Rom und war dort 1748 Schüler bei Marco Benefial in Rom. Die italienische Hauptstadt hatte sich inzwischen zu einem internationalen Zentrum der Kunsterziehung entwickelt. In Rom malte er auch 1749 ein Altarbild für die Basilika Santi Andrea e Gregorio al Monte Celio in Monte Celio.
Ab 1748 leitete Parker in Rom die vom kunstsinnigen irischen James Caulfeild, 1st Earl of Charlemont, im selben Jahr gegründete Kunstschule Academy of History Painter, ab 1752 dessen Academy of English Professors of the Liberal Arts. Hier wurden auch Malereien des antiken Rom für den englischen Kunsthandel kopiert und Parker arbeitete als Agent seines Geldgebers Charlemont.
Am 20. Dezember 1751 schrieb er einen Brief an seinen Vater in London, in dem er diesem seine Beobachtungen über einen 25-tägigen Vulkanausbruch des Vesuvs schildert.
Später ging er an die Accademia delle Arti del Disegno in Florenz und war dann ab 1756 an der Accademia di San Luca, wo er 1761 von Marco Benefial gemalt wurde. Zu seinen Schülern in Italien gehörte um 1760 auch der spätere deutsche Hofmaler Franz Ignaz Oefele.
Im Jahr 1762 kehrte Parker nach England zurück und beteiligte sich 1763 an einer Ausstellung der Free Society of Artists, deren Mitglied er war, mit einem Selbstbildnis und dem Werk The Assassination of Rizzio (Die Ermordung des Rizzio) sowie einer Ausstellung in der Royal Academy of Arts.

## Werke (Auswahl)
- North East View of Bath
- South West View of Bath
- The Assassination of Rizzio in the presence of Mary Queen of Scots, 1763[8]
- Selbstbildnis, 1763, Öl auf Leinwand